# Péter Bakonyi
Péter Bakonyi (n. 17 februarie 1938, Budapesta, Regatul Ungariei) este un scrimer maghiar, medaliat olimpic. A participat la 3 ediții ale Jocurilor Olimpice (1964, 1968, 1972) în care a câștigat o medalie de bronz.